# 梨膏糖
梨膏糖，又名梨清糖、梨清膏，是一种流行于中国江南地区的传统保健食品，色泽晶莹剔透、品味爽口宜人，可用以止咳化痰、开胃顺气，主要配料为梨汁、蜂蜜和各种草药。

## 历史
梨膏糖可追溯到唐贞观八年（公元634年），相传唐朝名臣魏徵的母亲经常咳嗽气喘，故朝中常派太医给魏母诊治开出药方，但魏母嫌苦未能按时服用而久病不愈，于是魏徵将杏仁，川贝、茯苓、桔红等加工后掺入梨膏内熬制成膏状供其母服用。由于梨膏有香味且口感好，魏母服用后不久便痊愈。此后魏徵将此良方传授给众人，朝廷权贵及平民百姓纷纷尝试制作，广为流传。
到了北宋年间，梨膏糖的制作销售已相当常见，已形成了一个庞大的产业。在西京洛阳，销售梨膏糖的摊位与商铺不计其数，生产技术已十分成熟。靖康之变后，大量具备梨膏糖制作手艺的糖业手工业者随宋朝南迁，经扬州落户至南宋都城杭州，在苏州、无锡、常州一带也陆续出现了梨膏糖的踪影，此后梨膏糖一直盛行于江南地区。

## 近代梨膏糖产业

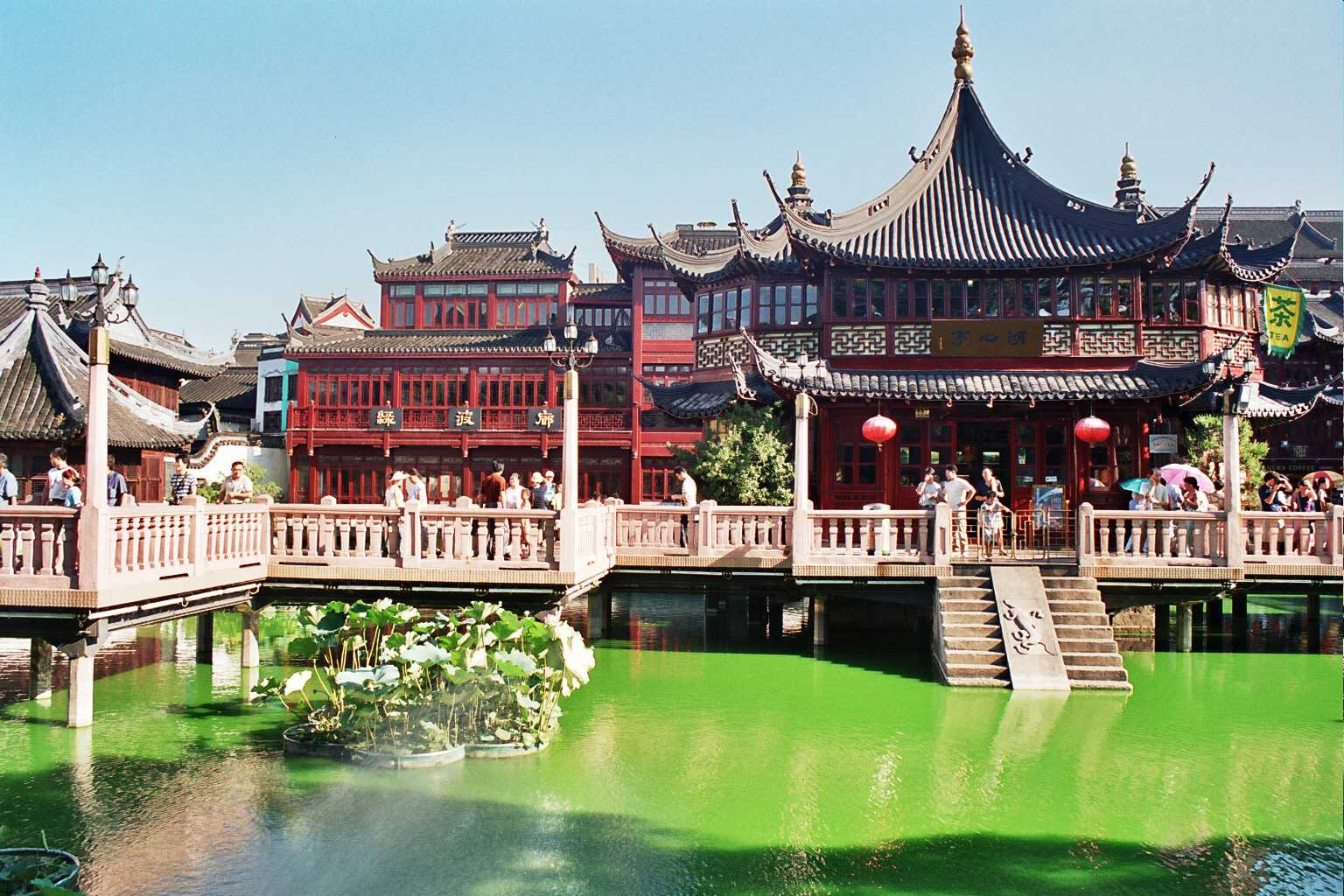
上海城隍庙是近代梨膏糖产业的重镇

在近代，梨膏糖又发展形成了沪帮、苏帮、杭帮、扬帮、宁帮，各派交融并兴盛于上海。上海梨膏糖的近代繁荣始于19世纪中叶，清咸丰五年(1855年)，上海城隍庙的首家梨膏糖店铺「朱品斋」开业；清光绪八年(1882年) 老城隆庙第二家梨膏糖店铺「永生堂」开出；清光绪三十年(1904年) 在老城隆庙北面第三家梨膏糖店铺「德甡堂」开张，形成了销售梨膏糖三足鼎立的局面，激烈的市场竞争也促进了梨膏糖行业的迅速发展，使得梨膏糖的制作与经营达到了一个高峰。在制作工艺上，店家坚持手工制做并以药食同源为各家秘方的根基，除了以除止咳化痰、开胃顺气的药用梨膏糖外，还出现了薄荷、松子、肉松，玫瑰等花色梨膏糖，受到了当时书场听众与茶客的欢迎。
1956年，中共实行公私合营，将「朱品斋」、「永生堂」和「德甡堂」进行大合并，创建了上海梨膏糖食品厂，成为了中国梨膏糖生产的龙头企业，现为上海本土上市企业豫园商城的控股子公司。梨膏糖厂采用现代工艺将梨膏糖分成品尝型和药物型两大类，品尝型花色梨膏糖采用中草药与天然原料，开发出了薄荷、香兰、虾米、胡桃、金桔、肉松、杏仁、白果、火腿、花生、松仁、玫瑰、桂花、豆沙等数十个品种。药物型梨膏糖获得了中国卫生部的生产批准，开发了胶固状的药梨膏、颗粒状的冲剂型梨膏糖、各种口味的止咳梨膏糖、百草梨膏糖、川贝梨膏糖等，对治疗咳嗽、气管炎、哮喘等疾病有一定的辅助作用。

## 药用价值

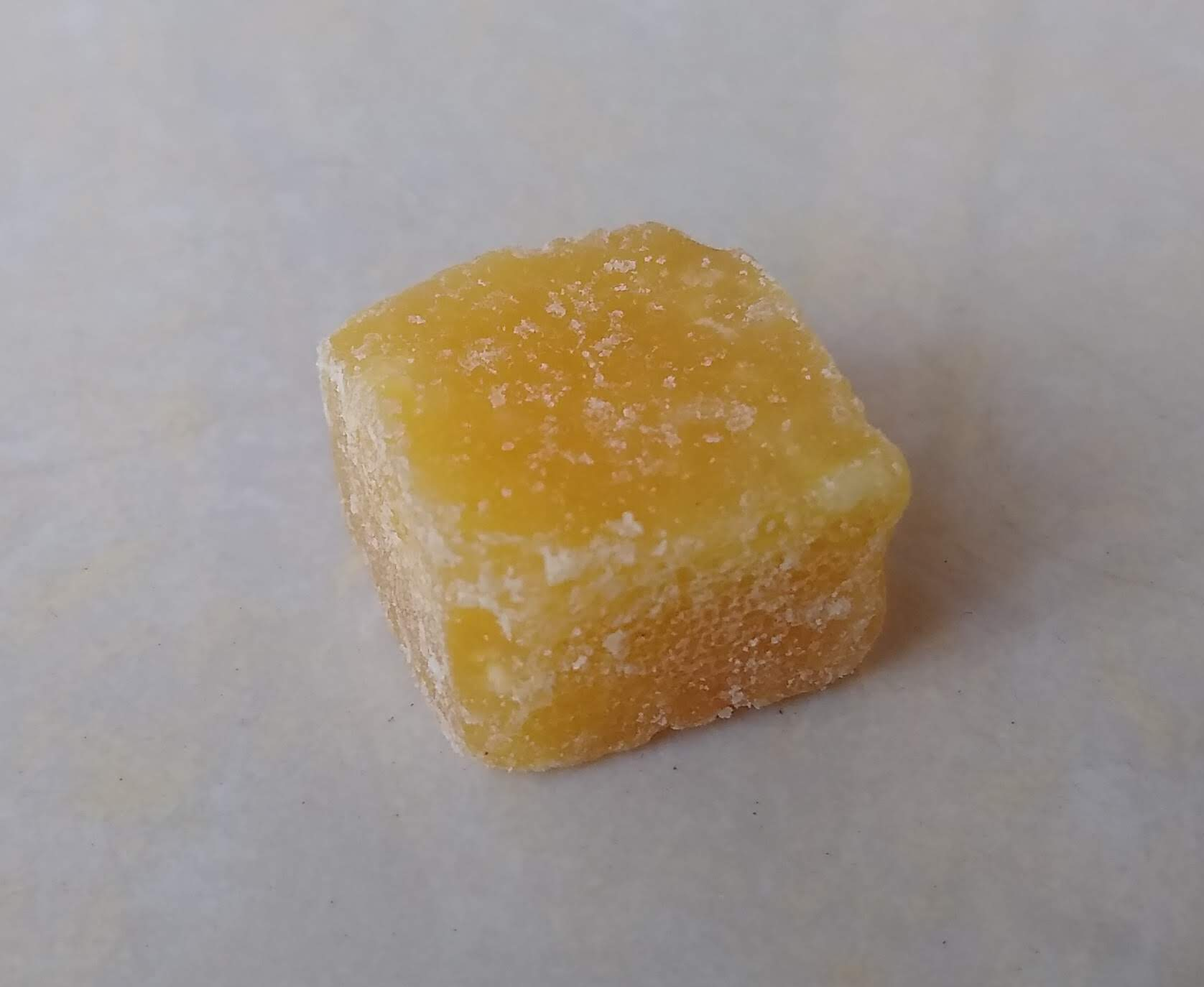
梨膏糖

梨味香甜多汁，用其加工的梨膏糖，含有钙、磷、铁等多种人体所需的微量元素。还含有胡萝卜素、硫胺素、核黄素、叶酸、抗坏血酸等营养素。传统配方的梨膏糖采用枇杷或者生梨并加入了杏仁、桔梗、茯苓、半夏、冬花、前胡、桔红、贝母等药材和白砂糖煎熬精制而成，有的配方中加上了胖大海、金银花，确实具有清咽润喉、止咳化痰的功能。
现代梨膏糖的药用价值已不高，除经过国家卫生部批准生产经营梨膏糖的部分传统厂家外，普通食品厂只能生产食品型的梨膏糖糖果。中国卫生部与中国国家食品药品监督管理局已明确，食品和药品必须分开销售，食品中尽量少用药物原料，或者尽量用药食同源的原料。《中华人民共和国食品安全法》和《禁止食品加药卫生管理办法》规定，食品生产经营者不得在食品中添加药品，虽然部分传统食品可以添加，但要求是药食同源物质。梨膏糖的说明书中也禁止注明「具有的祛痰镇咳，止咳化痰等预防和治疗的功能」，也不得加入「疗效食品」、「保健食品」等用词。

## 文化影响

### 制作工艺现场演示
以前梨膏糖按卖法分为文卖和武卖，文卖行话叫做「锉木」，将梨膏糖的生产过程进行现场演示，有时也会即兴唱上几段本地小曲，如此一来即吸引了人群又给人货真价实之感，文卖是沪帮的经营特色。

### 「小热昏」说唱
武卖也称「锣帮」，是用说唱手段来推销梨膏糖，一边表演一边叫卖，因采用地方方言又说又唱，深受群众喜爱，内容大致是些走街串巷时看到的新鲜事情，语言活泼有趣，其中以陈长生（艺名「小得利」）最为出名，他被公认为苏帮卖梨膏糖的代表。此后杜宝林在此基础上进行了创新，在杭州龙翔桥小菜场摆梨膏糖摊时，编了许多针砭时事、挖苦官吏的段子。为了避免官府找他麻烦，他称自己是「小热昏」，所说均为胡言，大人不可计较。杜宝林的「小热昏」说唱此后红遍了杭州，后来他前往上海发展，成为了1920年代上海知名的滑稽笑星，「小热昏」也逐渐成为了梨膏糖的代名词。1958年，曾任常州市曲艺联谊会副主任的吴金寿（艺名「小名利」）与包云飞（艺名「小得林」）在常州市东大街开设了「街头艺人说唱卖糖合作社」，弘扬了苏帮「小热昏」。扬帮的武卖也颇有特色，两人一档，多位一男一女推一辆独轮车，走街串巷流在人流量大的地方停下叫卖，唱上一曲扬州小调招揽生意，小调通俗易懂，带一点回旋曲的特点能够哄人逗笑，语言诙谐有趣广泛流行与坊间。
有民俗学专家认为，「小热昏」对上海独脚戏的形成和发展起到了较大作用，而「小热昏」敢于公开发表议论，可看作是争取话语权的平民意识的觉醒。 

### 非物质文化遗产
上海市、江苏省、浙江省分别将「小热昏」曲艺或梨膏糖制作工艺列入了省级非物质文化遗产名录。上海将梨膏糖制作技艺列入第二批上海市非物质文化遗产名录、江苏将常州小热昏、常州梨膏糖制作技艺分别作为了江苏省省级非物质文化遗产。浙江将杭州小热昏列入第一批浙江省非物质文化遗产代表作名录。

## 品牌
现在著名的梨膏糖品牌有苏州的中华老字号采芝斋、中华老字号上海梨膏糖食品厂的老城隍庙梨膏糖。